# Neopontonides
Neopontonides är ett släkte av kräftdjur. Neopontonides ingår i familjen Palaemonidae.
Kladogram enligt Catalogue of Life:
| Neopontonides | \| \| Neopontonides beaufortensis \| \| \| \| \| \| Neopontonides chacei \| \| \| \| \| \| Neopontonides dentiger \| \| \| \| |
|               | \| \| Neopontonides beaufortensis \| \| \| \| \| \| Neopontonides chacei \| \| \| \| \| \| Neopontonides dentiger \| \| \| \| |
|               | Neopontonides beaufortensis                                                                                                   |
|               | |
|               | Neopontonides chacei |
|               | |
|               | Neopontonides dentiger |
|               | |